# Konferencja sztokholmska ONZ
Konferencja sztokholmska ONZ obradowała w 1972 pod hasłem: „Mamy tylko jedną ziemię”. Podczas tej konferencji ochrona środowiska podniesiona została do rangi podstawowej funkcji państwa, pojawił się wówczas także termin polityka ochrony środowiska. Konferencja wskazała na konieczność powołania wyspecjalizowanej agencji przy ONZ zajmującej się zagadnieniami ochrony środowiska. W ten sposób powstał UNEP. W trakcie jej trwania 16 czerwca ustalono także Deklarację Konferencji Narodów Zjednoczonych w Sprawie Naturalnego Środowiska Człowieka. Deklaracja ta składa się ze Wstępu i 26 Zasad.